# Суховецький Микола Михайлович
Суховецький Микола Михайлович (нар. 15 січня 1947, с. Писарівка, Волочиський район, Кам'янець-Подільська (зараз Хмельницька) область — український письменник — прозаїк, поет, критик, есеїст. Член Національної спілки письменників України (1979), член Національної спілки журналістів України.

## Життєпис
Народився в сім'ї сільських інтелігентів, батько працював завідувачем сільбуду, мати — учителькою молодших класів Писарівської середньої школи. Так сталося, що саме до материного класу потрапив малий Микола на навчання. Природний експеримент був успішним: уперше в історії школи Микола отримав золоту медаль. Разом — із товаришем Іваном Степанюком, який опісля успішно провчився у Львівській політехніці. Микола обрав українську філологію в Одеському державному університеті, половину семестрів закінчив на «відмінно», поки не зрозумів, що прийшов сюди не по «червоний диплом», а по літературну грамотність.
Навчання в ОДУ закінчувалося (1965—1970), філфак хотів бачити Миколу своїм працівником, але місця на аспірантурі поки що не було. Порадили потрудитися в обкомі комсомолу, мовляв, з цим уже домовились… Таке Микола вперше побачив: сидять уже не дуже молоді хлопці та дівчата і знемагають од відсутності хоч якогось заняття… Він почав збирати зведення про сільгоспроботи в районах області і розносити їх по обласних газетах. Одразу почув, що він не мав би цього робити як інструктор, це принижує гідність їхнього комітету. Микола побув в обласному комітеті комсомолу ледве два місяці, більше не зміг. То й з аспірантурою не вийшло.
Одружився зі студенткою Марією Шишковою, болгаркою.
Тоді пішов до військкомату й попросив відправити його на службу, бо коли-небудь усе одно взяли б. Рік відслужив у Білорусі в ракетному дивізіоні. Дружина написала про народження доньки Іринки. З нетерпінням очікував змоги поїхати до того болгарського села в Бессарабії, щоб її побачити.
1972 — 1974 роки
У місцевій школі з дружиною викладали російську мову. Навколо люди розмовляли діалектом болгарської. Дружина пригадувала, що з десяток літ тому ще дозволяли викладати українську, вона сама її вивчала в старших класах. Тепер не могло бути ні болгарської, ні української. Була одна — російська.
У 1974—1989 рр. Суховецький працював редактором художньої літератури у Всеукраїнському державному багатопрофільному видавництві «Маяк».
Улітку 1979 року був викликаний на республіканську нараду молодих літераторів, на якій був прийнятий до Спілки письменників України.
У 1989—1990 рр. займався власними творами, виїжджаючи влітку на місяць до Ірпіньського Будинку творчості.
У 1991—1994 рр. працював літературним редактором газети «Чорноморська комуна», тоді ж таки перейменованої на «Чорноморські новини». Згодом Суховецький став виконувати обов'язки працівника відділу культури. Його проукраїнські матеріали були, напевне, ще надто гострими для газети, недавнього флагмана компартійної пропаганди півдня України. На вимогу редактора О. Білоуса М. Суховецький написав заяву на зільнення.
Відтак просто шукав заробітку для себе й родини, яку перевіз до Одеси з бессарабського села: житло отримав ще в роки праці у видавництві. Ненадовго затримався в офісі одеської організації Народно-демократичної партії України, де сам один видавав газету «Одеський тижневик». Трохи походив на службу до міського відділення народної освіти. Поки не влаштувався до україномовної газети «Думська площа».
Ця газета мала статус додатку до газети міськвиконкому «Одесский вестник». У ній було надруковано чимало художніх та публіцистичних творів Суховецького — до того, як вони складали потім окремі видання.
2007 р. Після виходу на пенсію Суховецький став працювати виключно за домашнім письмовим столом.

## Громадська робота
Зараз М. Суховецький радо ходить на зустрічі з молодими й дорослими читачами, скажімо, з учнями у школах та дитячих бібліотеках, розповідає про творчість літературних класиків і власну творчість. Бере участь у щорічних книжкових ярмарках «Українська книга на Одещині» та «Зелена хвиля», незрідка звітуючи на них про власний творчий доробок.
Громадська робота йому подобалась завжди, тільки не така, яку виконували з примусу в компартійні часи. Визнає роботу цікаву і для тих, хто її проводить, і для тих, хто її сприймає.
Ще на третьому курсі університету, пригадуючи зміст книжки з московської серії ЖЗЛ про Добролюбова, про те, як той писав до рукописної газети «Слухи», М. Суховецький задумав запровадити щось подібне на своєму філфаці. Рукописну річ було складено, названо «Коло» й запущено між студентів. Згодом Миколі вичитував за все це парторг університету Л. Калустьян. Не можна, мовляв, складати щось на друкарській машинці і розповсюджувати без його, парторга, дозволу.
За подібні речі після вторгнення радянських танків до Чехо-Словаччини студентів негайно виключали з ОДУ. Суховецький зі своїм «Колом» проявив себе ще перед цією подією. То зумів якось докінчити навчання.
У період так званої «перебудови» брав участь у велелюдних демонстраціях на вулицях Одеси, скандуючи з усіма: «Хай живе КПСС на Чорнобильській АС!», ходив на збори тільки-но створеного Руху за перебудову, на засідання відновленої «Просвіти», став членом Конгресу української інтелігенції. Зараз вважає, що ці організації надто рано зменшили свою активність.

## Творчість
Римував ще у школі. Вдаліші, на його погляд, твори, розсилав по газетах. Деколи їх друкували в молодіжних газетах (напр., у кущовій газеті, що виходила у Вінниці, «Комсомольське плем'я» (1964)), відтак — в одеській газеті «Комсомольська іскра».
Навчався в університеті, носив вірші до багатотиражки «За наукові кадри», де їх також деколи друкували. На «Гуртку новелістики», яким керував професор Василь Фащенко, Суховецький звернув увагу на природу та можливості прози. Став писати новели, з яких утворив першу книжку «Три кілометри від станції» (1977). За неї його прийняли у члени Спілки письменників України.
Роздуми над тим, унаслідок яких суспільних процесів Україна змогла повернути собі політичну незалежність, спричинили появу роману «Розигри» (2004).
Якось М. Суховецький звернув увагу, що нинішні політичні дебати в Україні схожі на ті, які провадили в Києві у 1846 році члени Кирило-Мефодіївського товариства. З-під його пера почали виходити історичні романи «Зустріч у лаврі», «Дівчина з голубом», «Сніг на фортеп'яні», основними героями яких стали Тарас Шевченко, Пантелеймон Куліш, Микола Костомаров та їхні друзі. Суховецький продовжує працювати над цією серією.
Письменник удостоєний літературних премій «Твої імена, Одесо!» (2001) та імені Івана Корсака (2019).

### Окремі видання
1. Три кілометри від станції: Оповідання. — Одеса: Маяк, 1977.
2. Хоро: Повість, оповідання. — Одеса: Маяк, 1981.
3. З коханих рук: Оповідання. — Одеса: Маяк, 1985.
4. Кімната для ігор: Повість, оповідання. — Одеса: Маяк, 1985.
5. Зустрічі нашої світло: Вірші. — Одеса: Друк, 2001.
6. Розигри: Роман. — Одеса: Астропринт, 2004.
7. Вірші для Христинки: Дитяча книжка. — Одеса: Астропринт, 2005
8. Мистецтво копати картоплю: Оповідання. — Городок Хмельницької області: Бедрихів Край, 2009.
9. Зустріч у лаврі: Роман. — Одеса: Друк Південь, 2016.
10. Дівчина з голубом: Роман. — Одеса: Друк Південь, 2017.
11. Сніг на фортеп'яні: Роман. — Одеса: Друк Південь, 2018.

### Публікації, есеї, критика, рецензії
1. Віршований гумористичний цикл «Нечесаний і Транзисторний» (разом з М. Стрельбицьким). — «Літературна Україна», 1973.
2. Імітація художності: Рецензія (Сенчик Олег. Третій вимір: Оповідання. — Ужгород: Карпати, 1984). — «Вітчизна», 1984, № 7.
3. Відважні скоморохи: Повість. — «Думська площа», 1998.
4. Кроковеє колесо Василя Фащенка: Репортаж з 70-річного ювілею професора Фащенка. — «Думська площа» за 15.01.1999 р.
5. Чесна праця: Григорію В'язовському — 80. — «Думська площа», 29.01.1999 р.
6. Аргумент Івана Виговського: Есей до 340-ї річниці битви під Конотопом, — «Думська площа», 23.07.1999 р.
7. «Уточнюю», або Творець «армагеддонів»: Гумореска. — «Думська площа», 20.08.1999 р.
8. Шевченко-державник. Про посібник з літератури авторства Григорія Клочека «Поезія Тараса Шевченка: сучасна інтерпретація». — «Думська площа», 22.10. 1999 р.
9. «Стародавня пісня» скульптора: Есей про творчість Миколи Степанова. — «Думська площа» за 29.12.2000 р.
10. Батьків характер: Есей про поїздки Лесі Ткач–Богуславець, дочки Дмитра Нитченка, покійного лідера української громади Австралії, в Україну. — «Думська площа» за 28.04.2006 р.
11. Не варто гратися з нелюбов'ю: Критика, полеміка // Альманах ЛітАкцент 2008, випуск 2. — К.: Темпора, 2009. — с. 40
12. Для дітей і дорослих, зокрема, психологів: Рецензія (Володимир Рутківський. Потерчата: Дитяча оповідь перед дорослими, які так нічому й не навчилися: Повість. — Одеса: Астропринт, 2008) // Альманах ЛітАкцент 2008, випуск 2. — К.: Темпора, 2009. — с. 401
13. Кому б найперше поставити пам'ятники: Рецензія (Є. Чикаленко і П. Стебницький. Листування. 1901—1922 роки. // Упорядкування М. Миронець, І. Старовойтенко, О. Степченко). — К.: Темпора, 2008). // Альманах «ЛітАкцент». — К.: Темпора, 2009. — с. 352
14. Іван Франко в Одесі. — Сайт ЛітАкцент, 04.03.2009
15. Мислення підсусідків: Критика, полеміка. — Сайт ЛітАкцент, 16.04.2009.
16. Олекса Різниченко: «Дослідження української — найсолодше моє заняття» Розмова з одеським письменником і правозахисником. — Сайт ЛітАкцент, 09.11.2009.
17. Характерник Рутківський: Рецензія на 2 книгу із серії В. Рутківського «Джури». — Сайт ЛітАкцент, 11.11.2009.
18. Має звершитися справедливість: Рецензія на книгу творів Петра Стебницького. — Сайт ЛітАкцент, 15.01.2010.
19. До свого по своє: Есей про трактування історії України. — Сайт ЛітАкцент, 16.02.2010.
20. Володимир Рутківський: «Мені ненависні плачі лжепатріотів»: Розмова з дитячим письменником. — Сайт ЛітАкцент, 15.03.2010.
21. Сізіфова праця не марна, або Опір з посмішкою на обличчі: Есей про письменника Михайла Стрельбицького. — Сайт ЛітАкцент, 16.04.2010.
22. Не-мода на патріотизм? — Сайт ЛітАкцент, 27.04.2010.
23. Технології див: Рецензія на 3 книжку серії «Джури» В. Рутківського. — Сайт ЛітАкцент, 08.10.2010.
24. Сміх правозахисника: Рецензія на книжку О. Різникова «Сміх на гаку». — Сайт ЛітАкцент, 01.02.2011.
25. Тут треба любові: Есей про творчість Григорія Зленка. — Сайт ЛітАкцент,09.02.2011.
26. Одеса, Лесині сліди. — Сайт ЛітАкцент, 23.05.2011.
27. Поет, брат філософа: Есей про творчість Сергія Бердяєва. — Сайт ЛітАкцент, 13.05.2011.
28. Пісня для очищення: До 150-річчя Є. Чикаленка. — Сайт ЛітАкцент, 08.06.2011.
29. «Я волів би мати Україну без маєтків, ніж маєтки без України…»: Рецензія на книжку листування Є. Чикаленка і В. Винниченка. — Сайт ЛітАкцент, 16.07.2011.
30. Другий побут Євгена Чикаленка в Одесі. — Сайт ЛітАкцент, 18.11.2011.
31. Одеса як південна столиця Української революції: Нариси про одеситів, які у 1918—1920 роках боролися за українську державність: Рецензія. — Сайт ЛітАкцент, 30.11.2011.